# Satz von Beltrami-Enneper
Der Satz von Beltrami-Enneper (nach Eugenio Beltrami und Alfred Enneper) ist ein Resultat aus der Differentialgeometrie der Flächen.

## Aussage
Das Quadrat der Torsion einer Asymptotenlinie ist gleich der negativen gaußschen Krümmung der Fläche, in der sich die Kurve bewegt, sofern die Krümmung der Kurve selbst nicht verschwindet. Eine Kurve auf einer Fläche heißt Asymptotenlinie, wenn die zweite Fundamentalform der Fläche entlang der Kurve verschwindet. Insbesondere ist die gaußsche Krümmung in jedem Punkt einer Asymptotenlinie nichtpositiv.

## Anwendungsbeispiel
Aus dem Satz von Beltrami-Enneper folgt: Ist {\displaystyle X} eine reguläre Fläche, die eine Gerade {\displaystyle L=\{\gamma (t)\}} enthält (dabei {\displaystyle \gamma } Parametrisierung nach der Bogenlänge), und {\displaystyle \lambda (t)} ein an {\displaystyle X} tangentiales, auf {\displaystyle L} orthogonales Einheitsvektorfeld entlang {\displaystyle \gamma (t)}, dann ist die Krümmung von {\displaystyle X} in {\displaystyle \gamma (t)} gleich

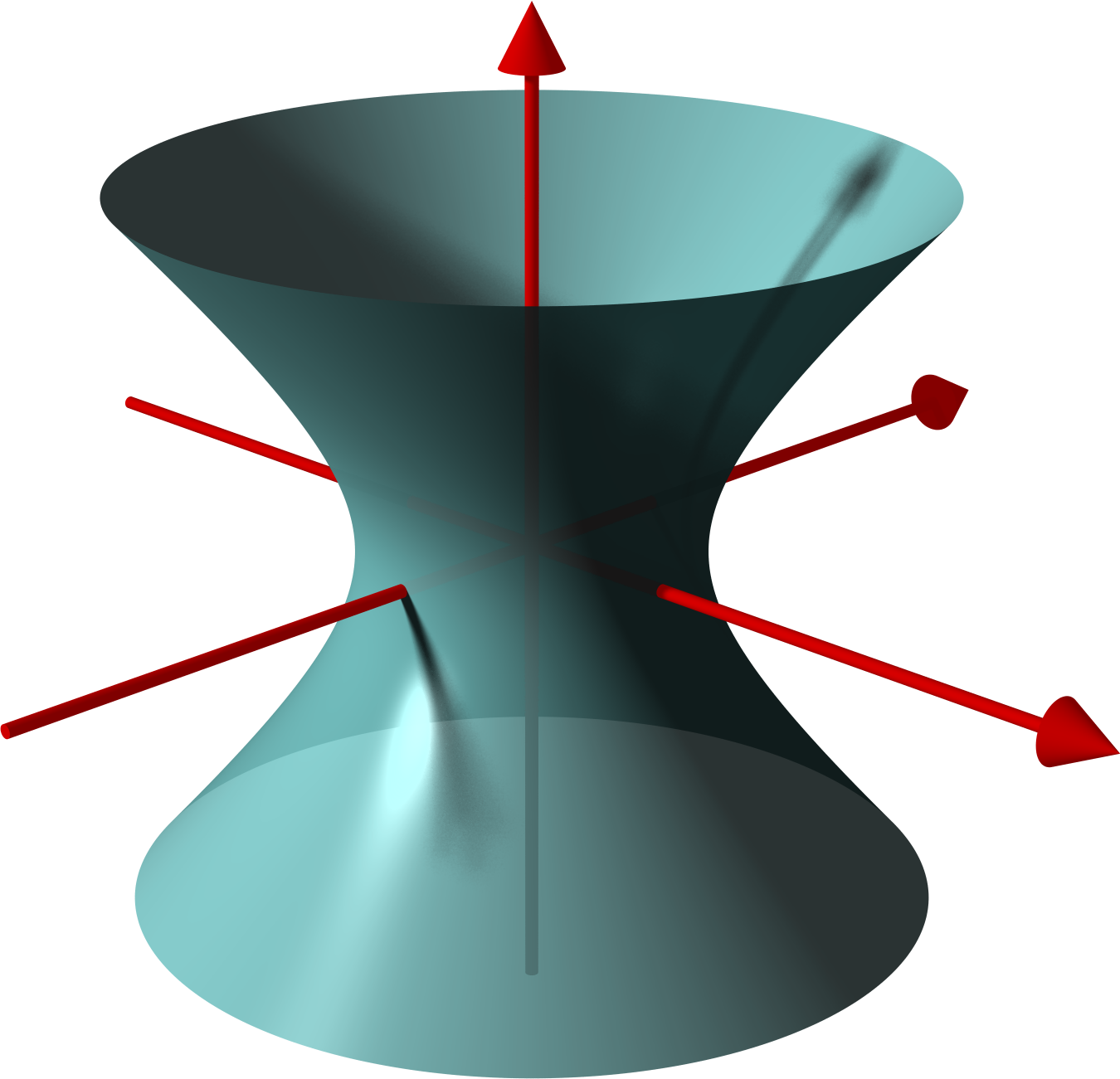
Einschaliges Hyperboloid

{\displaystyle -\left|{\frac {d\lambda (t)}{dt}}\right|^{2}}
Sei {\displaystyle X=\{x^{2}+y^{2}-z^{2}=1\}} das einschalige Hyperboloid und
{\displaystyle \gamma (t)=\left(1,{\frac {t}{\sqrt {2}}},{\frac {t}{\sqrt {2}}}\right),\lambda (t)={\frac {1}{\sqrt {1+t^{2}}}}\cdot \left(-t,{\frac {1}{\sqrt {2}}},-{\frac {1}{\sqrt {2}}}\right)\,.}
Dann ist
{\displaystyle {\frac {d\lambda (t)}{dt}}={\frac {1}{(1+t^{2})^{3/2}}}\cdot \left(-1,-{\frac {t}{\sqrt {2}}},{\frac {t}{\sqrt {2}}}\right)}
und damit
{\displaystyle -\left|{\frac {d\lambda (t)}{dt}}\right|^{2}={\frac {-1}{(1+t^{2})^{2}}}=K\,.}